# Castellers de la Selva
Els Castellers de la Selva, també coneguts com a Guillats de la Selva, són una colla castellera de la comarca de la Selva, amb seu a Santa Coloma de Farners. Es van fundar l'any 2019 i el seu color és el taronja guilla. Són la novena colla en crear-se a comarques gironines, sent la més nova després dels Castellers de les Gavarres (que es va dissoldre el 2022).
La colla va començar a assajar el 2018 amb l'ajuda dels Castellers de l'Alt Maresme, Esperxats de l'Estany i, per proximitat, Castellers de les Gavarres. Van fer els seus primers castells bàsics de sis per la Festa Major de Sant Cebrià de Vallalta de 2019. A causa de la pandèmia i l'aturada del món casteller, la primera diada amb tres castells de sis no arribaria fins l'11 de juny de 2022, en ocasió del bateig de la colla, on van realitzar el 4 de 6, el 3 de 6 i el 3 de 6 amb l'agulla.
Un any més tard, el 2023, la colla donaria una següent passa amb el primer 2 de 6 descarregat de la seva història. I només un any més tard, per la seva diada d'aniversari el 9 de juny a Santa Coloma de Farners, també van estrenar el primer 5 de 6.